# Victor Wunderle
Victor Wunderle, ameriški lokostrelec, * 4. marec 1976. 
Sodeloval je na lokostrelskem delu poletnih olimpijskih igrah leta 2000 in leta 2004.